# Jóannes Eidesgaard

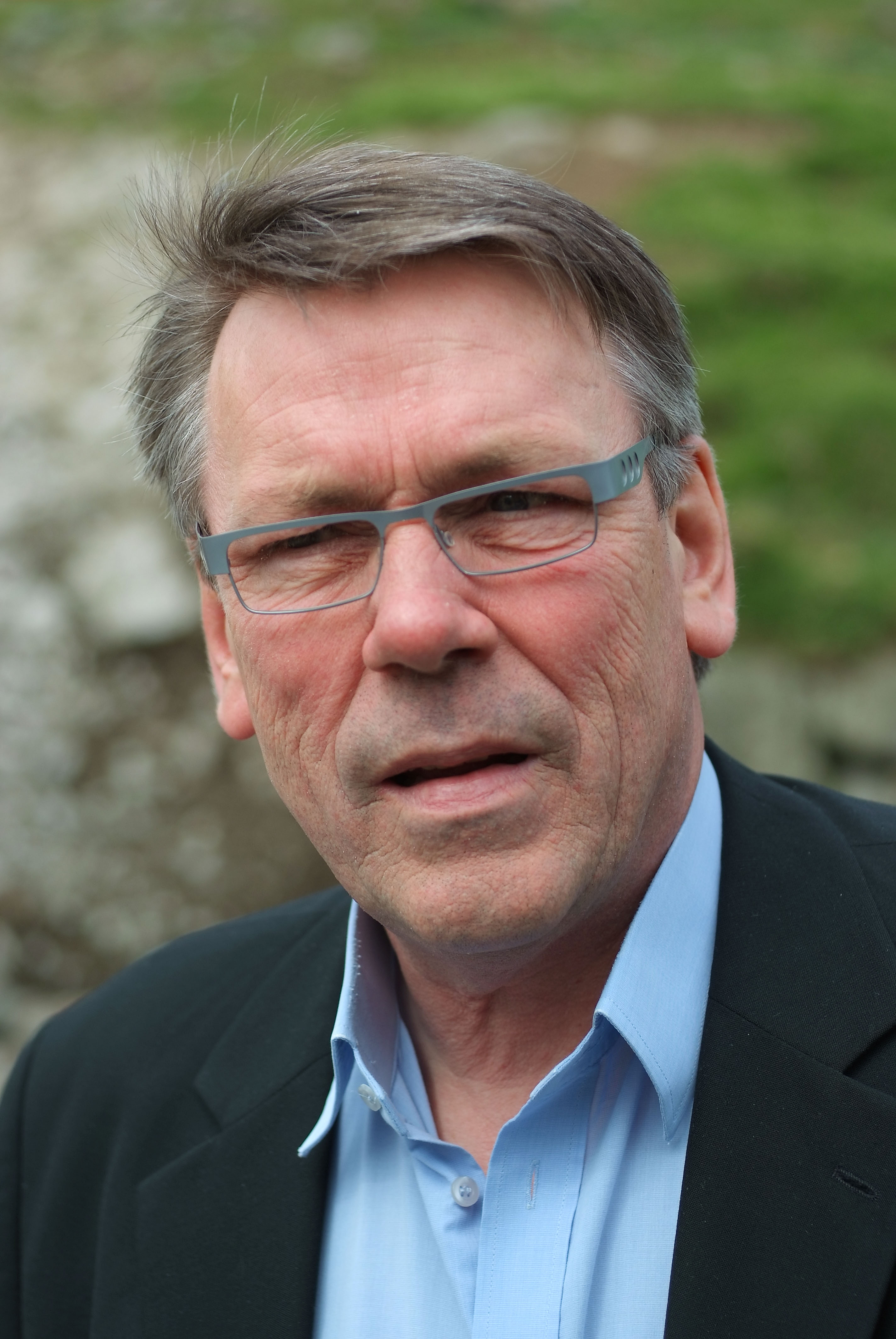
Jóannes Eidesgaard

Jóannes Dan Eidesgaard, född 19 april 1951 i Tvøroyri, är en färöisk socialdemokratisk politiker (Javnaðarflokkurin). Han var en central politiker på Färöarna under 1990- och 2000-talet, och satt som statsminister i två koalitionsregeringar mellan 2004 och 2008.
Eidesgaard var medlem i Lagtinget för Suðuroy 1990-2011 och kommunstyret i Tvøroyri 1980-2000. Han satt på flera olika ministerposter 1991-1996, och blev vid slutet av den färöiska finanskrisen vald till partiledare för Javnaðarflokkurin 1996. Mellan 1998 och 2001 var han invald i danska Folketinget från Färöarna. 2011 avslutade han sin politiska karriär som finansminister, och ställde inte upp i omvalet varken till Lagtinget eller ordförandeposten i partiet.
Eidesgaard har en bakgrund som utbildad lärare och fiskare.

## Biografi
Eidesgaard föddes i Tvøroyri på Suðuroy som son folkskolläraren Erling Eidesgaard. Jóannes Eidesgaard studerade grundskolan vid Tvøroyri 1958-1967 och tog studentexamen vid Rungsted Statsskole i Danmark 1970. Han studerade till adjunkt vid Føroya Lærarskúli 1973-1977, och arbetade som lärare vid sin gamla grundskola i Tvøroyri fram till 1990. Han var tjänstledig från sin anställning mellan 1987 och 1988 för att arbeta som fiskare.

## Politisk karriär

### Tidigt politiskt arbete
Han var medlem i kommunstyret i Tvøroyri, en starkt socialdemokratisk region mellan 1980 och 2000. 1990 ställde han för första gången upp som kandidat till Lagtinget från Suðuroy, och blev invald. Mandatets säkerhet och hans personliga popularitet bidrog till vinst vid omvalet trots att Javnaðarflokkurin fick stort nederlag vid lagtingsvalet 1994. Han omvaldes vid alla nya val fram tills hösten 2011 då han inte ställde upp.
Eidesgaard arbetade som politiker under tiden den stora färöiska finanskrisen slog till 1989 och som hade sin höjdpunkt mellan 1992 och 1994. Överinvesteringar och sjunkande fiskpriser medförde konkurser i fiske- och banknäringen. 1991 valdes Eidesgaard till social-, hälso-, och arbetsmarknadsminister i Atli Dams sjätte regering. Efter att statsminister Atli Dam avgick i februari 1993 övertog Eidesgaard även rollen som kulturminister under tiden Marita Petersen ledde en expeditionsregering. Eidesgaard behöll sina ministerposter och sina uppdrag under kommande regering, men tvingades avgå efter valnederlaget hösten 1994. Petersen lämnade vid valet över statsministerposten till Edmund Joensen från Sambandsflokkurin, och Eidesgaard valdes till finans-, och ekonomiminister samt vice statsminister i den nya koalitionsregeringen. Tack vare detta blev han partiets ledande politiker efter tre år.
1995 ställde han upp mot Petersen om ordförandeposten i Javnaðarflokkurin, men förlorade i omröstningen. Petersen lämnade posten som partiledare 1996 och Eidesgaard med flera i lagtingsgruppen bidrog till regeringens avgång. Med hjälp från Fólkaflokkurin bildade Joensen en ny regering, och Eidesgaard återgick till Lagtinget som parlamentarisk ledare.

### Folketingsmedlem 1998-2001
Vid folketingsvalet 1998 fick Javnaðarflokkurin 176 fler röster än Sambandsflokkurin på Färöarna, och Eidesgaard valdes in i det danska Folketinget tillsammans med Óli Breckmann från Fólkaflokkurin, på bekostnad av Edmund Joensens plats. Eidesgaard säkrade den danska vänstersidan med det mandat som krävdes för att Poul Nyrup Rasmussen kunde fortsätta som statsminister. Paradoxalt nog röstade enbart 9% av de färöiska väljarna på Nyrup Rasmussen, mot 50% för Uffe Ellemann-Jensen.
Valet av Eidesgaard kunde betraktas som en protest mot danskarnas inblandning i Färöarnas utveckling. Trots att Eidesgaard stöttade Nyrup Rasmussen, röstade han emot Socialdemokraternes kandidat till ordförandeposten i Folketinget, Birte Weiss. Valet slutade därmed oavgjort och vid en utslagning vann Ivar Hansen från Venstre. Eidesgaard uttalade sig efter detta om att "Färöingarna inte blandar sig i Danmarks styre, och då bör heller danskarna inte blanda sig i Färöarnas. Därmed bör Hjemmestyreloven omförhandlas." Han stöttade heller inte Nyrup Rasmussens skattereform, pinsepakken, innan Färöarna hade fått en "rimlig ersättning" för sin förlust i affären om Føroya Banki.
2001 var frågan om Färöarnas självständighet mycket central, och partierna Sambandsflokkurin och Tjóðveldisflokkurin vann de färöiska mandaten i Folketinget. Eidesgaard var emellertid den kandidat som fick flest personröster.

### Statsminister 2004-2008
Lagtingsvalet 2004 var ett gott resultat till Javnaðarflokkurin. Eidesgaard lyckades samla en danskvänlig koalition bestående av Javnaðarflokkurin, Fólkaflokkurin och Sambandsflokkurin, och den 3 februari 2004 var Jóannes Eidesgaards första regering ett faktum. Förutom Eidesgaard var Javnaðarflokkurin representerat med social- och hälsominster Hans Pauli Strøm. Själv tog Eidesgaard på sig rollen som utrikesminister. Regeringen var tidigt enig om att ekonomisk tillväxt och stabilitet var viktigare än eventuell självständighet från Danmark och regeringen började arbetet med privatiseringar. Särskilt viktigt ansåg Eidesgaard det vara att modernisera fiskeflottan för att kunna möta konkurrensen från lågkostnadsländer.
Då Eidesgaard tillträdde som statsminister led Färöarna fortfarande av ett budgetunderskott på 300 miljoner danska kronor, samt 150 nya miljoner i avdrag på skulder till Danmark. Han stod fast vid sitt löfte om "välfärd framför självständighet" genom hela statsministerperioden, men menade att drivvärdiga oljeförekomster på färöisk mark kunde vara lösningen på budgetunderskott och anledning till självständighet.
Bara 20 dagar efter regeringens bildande avsatte Eidesgaard den egenvalda fiskeministern Jóhan Dahl från Sambandsflokkurin, med grund i dennes tidigare förflutna som investor. Ytterligare en minister avsattes av Eidesgaard, denna gång var det inrikesminister Jacob Vestergaard från Fólkaflokkurin. Vestergaard kämpade för att huvudkontoret för det statliga färjeföretaget Strandfaraskip Landsins skulle flyttas till Suðuroy, där också Vestergaard kom ifrån.
Bortsett från finanspolitiken arbetade regeringen främst med arbetsmarknad och välfärd samt en ny pensionsreform.

### Fámjinerkännandet
Eidersgaard skrev under Fámjinerkännandet tillsammans med Per Stig Møller den 25 mars 2005. Detta medförde att Färöarna skulle ha större inflytande i den danska utrikes- och säkerhetspolitiken. Detta skulle öka Danmark och Färöarnas samarbete. Den efterföljande övertagande lagen samma år öppnade möjligheter för de färöiska myndigheterna att överta samtliga omfattande punkter utan dansk inblandning. Samarbetet med Danmark var ett faktum och Färöarna fick nu än mer självständighet från Danmark.
Detta medförde att Färöarna på sikt kunde etablera ambassader utomlands istället för representanter från landet i de danska ambassaderna. Lokaliseringarna av de olika representationerna skapade också debatt under Eidesgaards regeringstid, då Danmark krävde att den färöiska representationen på Island skulle vara tillsammans med den danska ambassaden i Reykjavik. Färöingarnas kraftiga reaktioner gjorde dock att Danmark gav vika, och Färöarnas ambassad blev avskild från den danska.

### Övriga internationella avtal
Den 2 september 2005 skrev Eidesgaard tillsammans med Islands utrikesminister Davíð Oddsson under ett avtal om tullfrihet mellan de två länderna. Samma höst fick Färöarna nya tullavtal med EU efter fem års förhandlingar. Med detta kunde fiskeindustrin på Färöarna tullfritt förädla utländsk fisk.
Eidesgaard motsatte sig ett färöiskt medlemskap i EU, men önskade utveckla samarbetet med EU till områden som också täckte forskning, utbildning, kultur och civil luftfart. Det var också prioriterat att inkludera Färöarna i Europas fyra friheter. Vid årsskiftet 2005/2006 inledde regeringen en process för ett färöiskt EFTA-medlemskap. Färöarna blev associerad medlem av FN:s livsmedels- och jordbruksorganisation.
I september 2006 kunde Eidesgaard skriva under ett avtal i New York tillsammans med Islands utrikesminister Valgerður Sverrisdóttir, Danmarks Per Stig Møller och Norges Jonas Gahr Støre. Avtalet gällde den tidigare omstridda fördelningen av havsbottnen vid Smutthavet längst söderut i Norska havet. Sedan slutet av 1990-talet hade Norge, Island, Danmark och Färöarna ingått kvotavtal för fiske i Smutthavet, något det nya avtalen hoppas på förändring av.

### Nya regeringspartner
Innan lagtingsvalet 2008 blev det klart att Eidesgaard och Javnaðarflokkurin inte ville fortsätta med den koalitionsregering de tidigare arbetat med. Det pågick därför samtal med det socialistiska Tjóðveldi och mittpartierna Sjálvstýrisflokkurin och Miðflokkurin. Särskilt Tjóðveldi och Sjálvstýrisflokkurin kom med krav att om en eventuell regering ska kunna bilads, måste en klar självstyresprofil vara utarbetat i motsats till den tidigare passiva inställningen. Detta skapade tvivel inom Javnaðarflokkurin, och Eidesgaard hade så sent som till december 2007 stått fast vid sitt "välfärd före självstyre".